# Feldahorn-Blütenspanner
Der Feldahorn-Blütenspanner (Eupithecia inturbata) ist ein Schmetterling (Nachtfalter) aus der Familie der Spanner (Geometridae).

## Merkmale

### Falter
Die Flügelspannweite der Falter beträgt 13 bis 18 Millimeter. Die Grundfarbe sämtlicher Flügel ist grau bis braungrau. Der Apex der Vorderflügel ist spitz. Die Querlinien sind am äußeren Rand der Diskalregion doppelt angelegt. Der Diskoidalfleck auf der Vorderflügeloberseite ist schwarz und punktförmig. Die Hinterflügel sind in der Basalregion leicht aufgehellt und auf Vorder- und Unterseite mit einer deutlichen schwarzbraunen Saumlinie versehen. Die Fransen sämtlicher Flügel sind gescheckt.

### Raupe, Puppe
Jungraupen sind einfarbig grün, ausgewachsene Raupen sind gedrungen und glatt, grünlich gefärbt und zeigen auf dem Rücken eine rostbraune Musterung. Die gelbbraune Puppe ist mit grünlichen Flügelscheiden versehen. Am knopfförmigen Kremaster befinden sich acht gleichlange Hakenborsten.

### Ähnliche Arten
Der Weiden-Blütenspanner (Eupithecia tenuiata) unterscheidet sich in erster Linie durch die stark gerundete Form des Apex der Vorderflügel sowie die schwächer gezeichnete Saumlinie auf der Hinterflügelunterseite. Eine sichere Bestimmung kann mittels einer genitalmorphologischen Untersuchung durchgeführt werden.

## Verbreitung und Vorkommen
Die Verbreitung der Art erstreckt sich von Spanien durch West- und Mitteleuropa einschließlich der Britischen Inseln sowie weiter östlich bis nach Russland. Im Norden reicht das Areal bis zum 62. Breitengrad. Aufgrund der spärlichen Verbreitung der Raupennahrungspflanze in den südlichen Ländern Europas ist die Art dort selten oder fehlend. Der Feldahorn-Blütenspanner besiedelt in erster Linie Mischwälder, Waldränder, Berghänge und Steinbrüche.

## Lebensweise

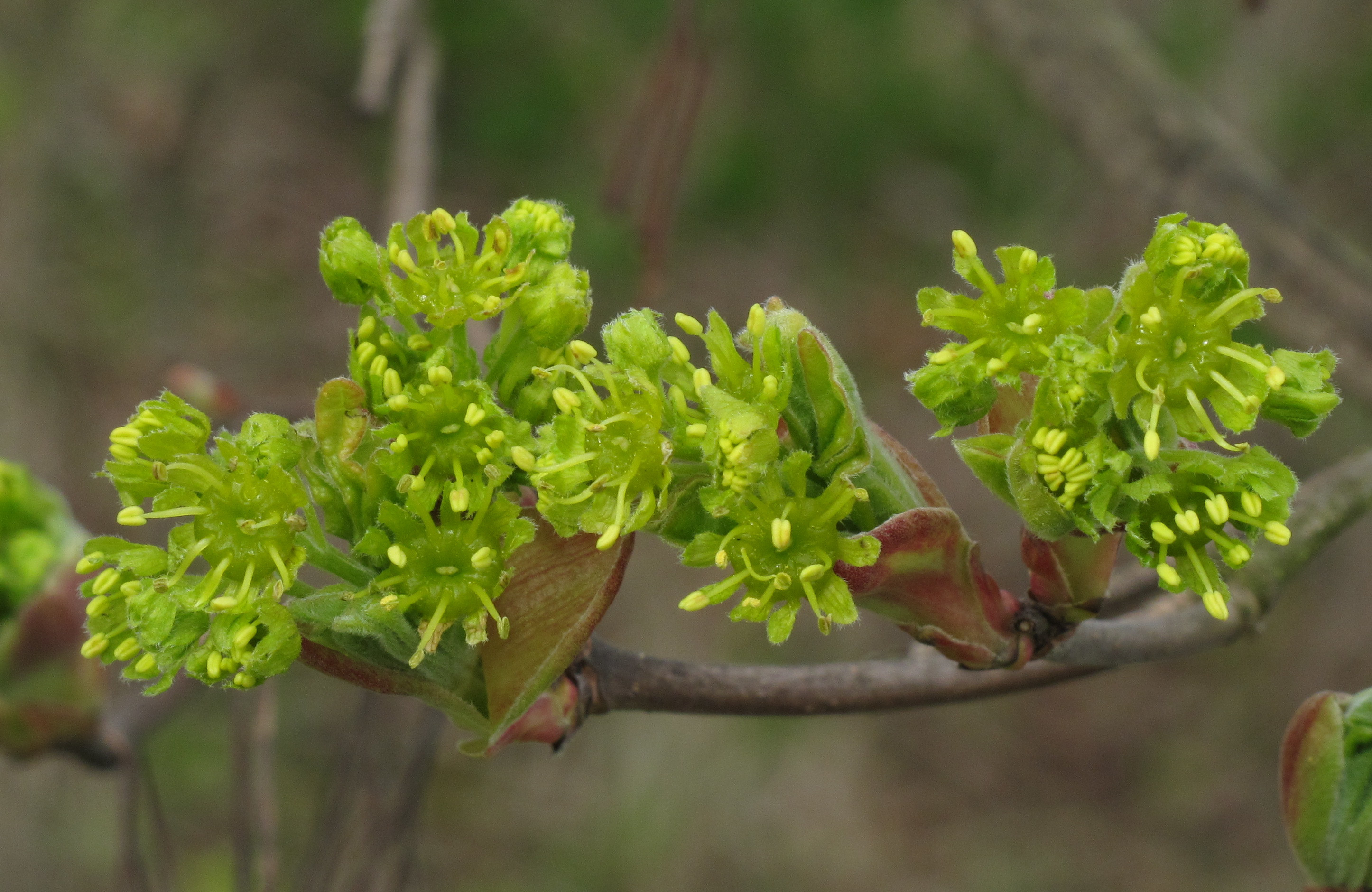
Blüte des Feldahorn,
der Hauptnahrung der Raupen

Die Hauptflugzeit der dämmerungs- und nachtaktiven Falter fällt in die Monate Juli und August. Zur Nahrungsaufnahme wurden sie beim Saugen von zuckerhaltigen Ausscheidungen von Blattläusen beobachtet. Die Falter besuchen gerne künstliche Lichtquellen. Die Eiablage erfolgt in Rindenritzen an den Zweigen der Nahrungspflanze. Das Ei überwintert. Die Raupen schlüpfen im Frühjahr des folgenden Jahres, leben von Mitte April bis Ende Mai und ernähren sich von den Blüten des Feldahorns (Acer campestre), in Fennoskandinavien zuweilen auch vom Spitzahorn (Acer platanoides). Die Verpuppung erfolgt am Boden.

## Gefährdung
Der Feldahorn-Blütenspanner kommt in Deutschland in den einzelnen Bundesländern lokal und meist selten vor und wird in der Roten Liste gefährdeter Arten „auf der Vorwarnliste“ geführt.